# Epidendrum revolutum
Epidendrum revolutum är en orkidéart som beskrevs av João Barbosa Rodrigues. Epidendrum revolutum ingår i släktet Epidendrum och familjen orkidéer. Inga underarter finns listade i Catalogue of Life.